# طاهرآباد ترک‌ها
طاهرآباد ترک‌ها روستایی در دهستان پساکوه بخش زاوین شهرستان کلات استان خراسان رضوی ایران است.

## جمعیت
بر پایه سرشماری عمومی نفوس و مسکن در سال ۱۳۹۵ جمعیت این روستا ۷۳ نفر (در ۱۹ خانوار) بوده‌است.